# Roli Pereira de Sa
Roli Pereira de Sa (* 10. Dezember 1996 in Mantes-la-Jolie) ist ein französischer Fußballspieler. Der offensive Mittelfeldspieler spielt seit 2022 für den FC Sochaux.

## Karriere

### Verein
Pereira de Sa durchlief verschiedene Jugendmannschaften. 2013 wechselte er in die zweite Mannschaft von Paris Saint-Germain. 2016 erfolgte eine halbjährige Ausleihe zu Paris FC. In den folgenden 16 Spielen kam er 14-mal zum Einsatz und erzielte dabei ein Tor. Im Anschluss an diese Leihe wurde Pereira de Sa erneut für ein halbes Jahr an FC Tours ausgeliehen. Im Sommer 2017 schloss er sich ablösefrei dem FC Nantes an. Dort kam er zunächst in der zweiten Mannschaft zum Einsatz. Am 4. Dezember 2019 kam er erstmals in der ersten Mannschaft zum Einsatz, als er im Spiel gegen Paris Saint-Germain in der 85. Minute für Imran Louza eingewechselt wurde. Nantes verließ der Franzose 2022 und wechselte zum FC Sochaux.

### Nationalmannschaft
Pereira de Sa spielte für diverse Jugendnationalmannschaften Frankreichs.

## Erfolge
FC Nantes
- Französischer Pokalsieger: 2022